# Дараган, Фёдор Иванович
Фёдор Иванович Дараган (1815—1874) — генерал-майор, Орловский губернский воинский начальник.

## Биография
Родился в 1815 году, происходил из дворян Полтавской губернии. Образование получил в Московском кадетском корпусе, из которого 13 декабря 1833 года выпущен прапорщиком в конно-артиллерийскую № 21 батарею.
Значительную часть своей службы (1841-1846) провёл на Кавказе, где неоднократно принимал участие в делах с горцами. За отличия был в 1845 году награждён орденом св. Анны 3-й степени с мечами и бантом, в 1847 году получил чин подполковника и в 1851 году был произведён в полковники.
Назначенный в 1855 году командиром Суздальского пехотного полка Дараган с ним выступил на Дунайский театр военных действий против турок и находился при осаде Силистрии, за отличие был награждён орденом св. Владимира 4-й степени с бантом. Кампанию 1855 года Дараган провёл в рядах гарнизона осаждённого англо-французами Севастополя (с 13 марта). 20 августа 1855 года он был пожалован золотой полусаблей с надписью «За храбрость» и 26 ноября 1855 года награждён орденом св. Георгия 4-й степени за выслугу 25 лет в офицерских чинах (№ 9662 по кавалерскому списку Григоровича — Степанова). Кроме того, за Севастопольскую оборону Дараган получил орден св. Владимира 3-й степени с мечами над орденом (в 1855 году).
С 1863 года Дараган числился по запасным войсками и по армейской пехоте, в 1864 году назначен Орловским губернским воинским начальником и 4 апреля 1865 года произведён в генерал-майоры. Среди прочих наград он имел ордена св. Станислава 1-й степени (1868 год) и св. Анны 1-й степени с мечами (1870 год).
Скончался 3 апреля 1874 года.
Его братья: Дмитрий (генерал от инфантерии, командир лейб-гвардии Волынского полка) и Михаил (генерал-майор, участник Кавказской войны).
Дочь - Анна Фёдоровна (в замужестве Кологривова).